# Dirksia cinctipes
Espèce
Synonymes
- Apostenus cinctipes Banks, 1896
- Ethobuella anyphaenoides Chamberlin & Ivie, 1942

Dirksia cinctipes est une espèce d'araignées aranéomorphes de la famille des Cybaeidae.

## Distribution
Cette espèce se rencontre aux États-Unis en Alaska, au Washington et en Oregon et au Canada en Colombie-Britannique,.

## Publication originale
- Banks, 1896 : New North American spiders and mites. Transactions of the American Entomological Society, vol. 23, p. 57-77 (texte intégral).